# Iris heweri
Iris heweri är en irisväxtart som beskrevs av Grey-wilson och Brian Frederick Mathew. Iris heweri ingår i släktet irisar, och familjen irisväxter. Inga underarter finns listade i Catalogue of Life.